# خويضرات
الخويضرات (الاسم العلمي:Chlorellaceae) هي فصيلة من الطحالب الخضراء تتبع رتبة الخويضريات من طائفة الخيضورانية التربوكسية.

## التصنيف-الأجناس
- الخويضرة الزائفة